# Rogersonanthus
Rogersonanthus es un género con cuatro especies de plantas fanerógamas perteneciente a la familia Gentianaceae. Comprende 4 especies descritas y de estas, solo 3 aceptadas.

## Taxonomía
El género fue descrito por Maguire & B.M.Boom y publicado en Memoirs of The New York Botanical Garden 51: 3. 1989.

## Especies aceptadas
A continuación se brinda un listado de las especies del género Rogersonanthus aceptadas hasta abril de 2014, ordenadas alfabéticamente. Para cada una se indica el nombre binomial seguido del autor, abreviado según las convenciones y usos.
- Rogersonanthus arboreus  (Britton) Maguire & B.M.Boom
- Rogersonanthus coccineus
- Rogersonanthus quelchii (N.E.Br.) Maguire & B.M.Boom